# 銀行同業拆息
銀行同業拆息（英語：Interbank Offered Rate），是銀行等金融機構在其同業之間的貨幣市場上拆出、借入資金的利率/息率。從狹義來說，銀行同業拆息是指有關的息率在當地時間中午11:00的定價，各地市場有不同貨幣的同業拆息。
按照交易市場的所在，常見的銀行同業拆息定價現時有以下數個：
- 倫敦銀行同業拆息 (LIBOR，London Interbank offered rate)
- 香港銀行同業拆息 (HIBOR，Hong Kong Interbank offered rate)
- 新加坡銀行同業拆息 (SIBOR，Singapore Interbank offered rate)
- 東京銀行同業拆息 (TIBOR，Tokyo Interbank offered rate)
- 上海銀行間同業拆放利率 (SHIBOR， Shanghai Interbank offered rate)

其中紐約同業拆息（NewYork Interbank Offered Rate, NYBOR）這一個定價並不存在，國際上美元的同業拆息定價仍是指倫敦銀行同業拆息的美元類別，其他市場的美元同業拆息定價還有新加坡和香港。 

## 相關
- 最優惠利率